# Kenrickodes rosea
Kenrickodes rosea là một loài bướm đêm trong họ Noctuidae.